# Jean Baptiste Mathey

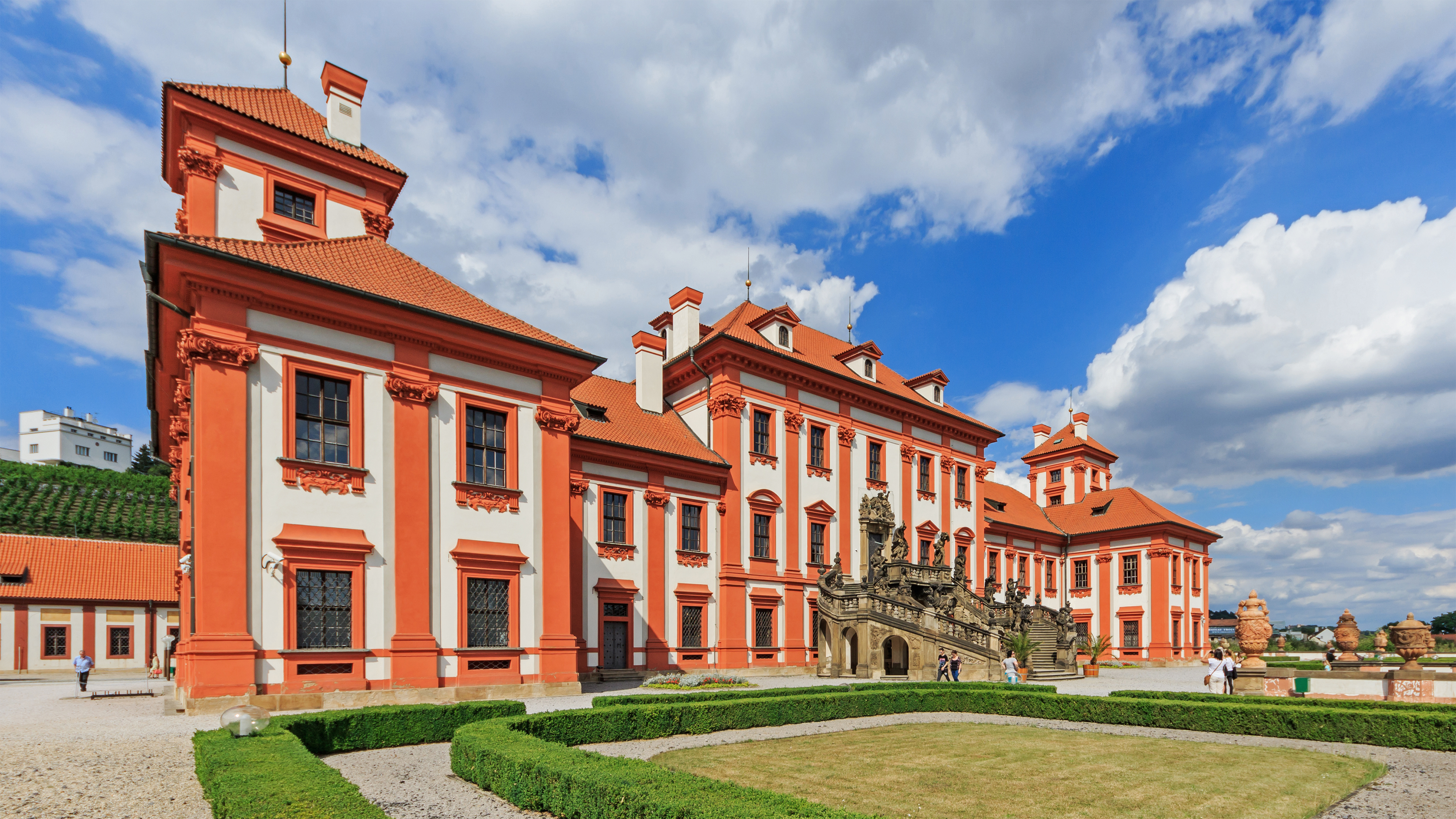
Schloss Troja

Jean Baptiste Mathey (auch: Jean-Baptiste Mathey; auch: Matthaeus Burgundus; * um 1630 in Dijon (?); † Dezember 1695 in Paris) war ein französischer Maler und Architekt des Barock in Böhmen.

## Leben
Über Jean Baptiste Matheys Herkunft und Kindheit ist wenig bekannt. Um 1655 war er in Rom, wo er im Umkreis von Claude Lorrain zunächst zum Maler ausgebildet wurde und vermutlich auch architektonische Studien betrieb.
Auf Lorrains Empfehlung hin trat er 1668 als Maler in den Dienst des Königgrätzer Bischofs Johann Friedrich von Waldstein, der im selben Jahr auch zum Hochmeister der Kreuzherren mit dem Roten Stern berufen wurde. Nach dessen Ernennung zum Prager Erzbischof, folgte ihm Mathey 1675 nach Prag, wo schon bald das Erzbischöfliche Palais am Hradschin nach seinen Plänen errichtet wurde. Die Bauarbeiten begannen am 17. August 1675 und dauerten bis Ende 1679. Die Bauleitung oblag dem Baumeister Francesco Lurago. Weitere Beteiligte waren Hofsteinmetzmeister Francesco della Torre und Giovanni Battista Passerini senior mit ihren Mannschaften. Die nächsten 20 Jahre war Mathey als Architekt überwiegend in Prag tätig.
Obwohl er 1684 das Bürgerrecht der Prager Kleinseite erwarb, konnte er nicht Mitglied der Baumeisterzunft werden, da er kein gelernter Maurermeister war. Deshalb konnte er auch keine Lehrlinge ausbilden, und bei der Realisierung seiner Entwürfe war er weitgehend von der Bauleitung ausgeschlossen. Trotzdem hatte er große Bedeutung für die weitere Entwicklung der Architektur in Böhmen, Schlesien und Österreich. Schon mit seinen ersten Werken setzte er sich deutlich von den frühbarocken Formen der oberitalienischen Baumeister um Carlo Lurago ab und verwirklichte neue Ideen der italienischen und französischen Barockarchitektur, die durch klare Strukturen und ausgewogene Proportionen gekennzeichnet sind. Als sein herausragendes Hauptwerk gilt das für den Grafen Wenzel Adalbert von Sternberg errichtete Schloss Trója.
1695 unternahm Mathey eine Reise nach Frankreich und starb noch im selben Jahr in Paris.

## Werke in Prag
- Erzbischöfliches Palais, Entwurf; Bauausführung durch Francesco Lurago
- Reitschule für Kaiser Leopold I.
- Toskanisches Palais (vormals Palais Thun-Hohenstein)
- Kloster Strahov, Entwurf für Umbau und Barockisierung
- Schloss Troja, Entwurf; Bauausführung durch Silvestro Carlone
- St.-Josefs-Kirche (Kostel sv. Josefa), gemeinsam mit Abraham Paris
- Kreuzherrenkirche (Prag), Entwürfe; Bauausführung durch Giovanni Domenico Canevale
- Kirche der Jungfrau Maria bei den Kajetanern (Kostel Panny Marie u Kajetánů); mit Johann Blasius Santini-Aichl

## Werke in anderen Orten
- Schloss Dux: Erweiterung und Barockumbau
- Jičínowes: Pläne für das Barockschloss
- Oberleutensdorf, Entwürfe die die Pfarrkirche St. Michael (Kostel sv. Michala)
- Plaß: Prälatur und barocker Umbau der St.-Wenzels-Kirche
- Breslau: Entwurf für den Neubau des Klosters der Kreuzherren mit dem Roten Stern (nach der Säkularisation 1810 ab 1819–1945 Katholisches St.-Matthias-Gymnasium, jetzt Ossolonineum, ul. Szewska)